# Low Moor
Low Moor – jednostka osadnicza w Stanach Zjednoczonych, w stanie Wirginia, w hrabstwie Alleghany.